# Christiane Wendehorst

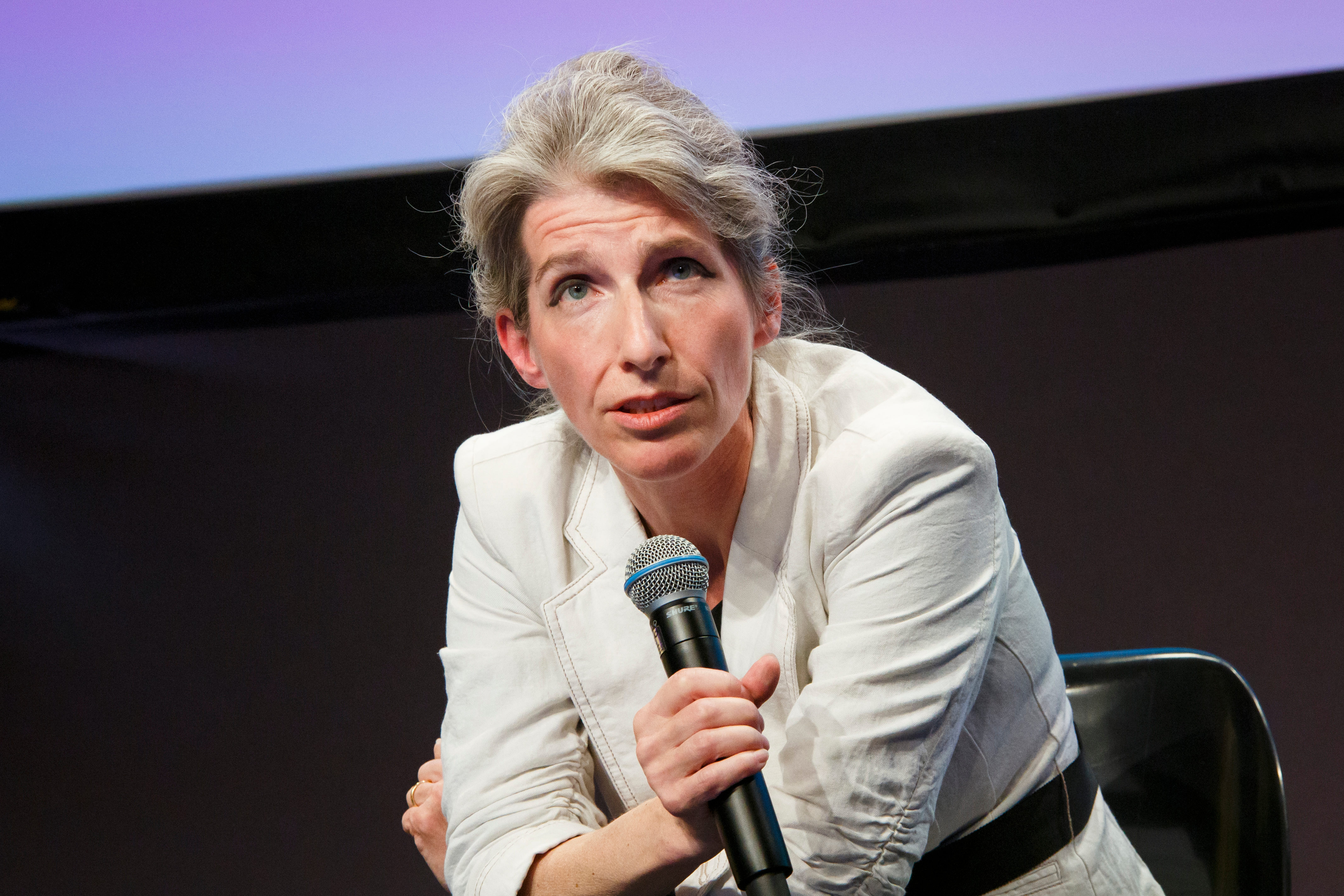
Christiane Wendehorst auf der re:publica 2019

Christiane Clara Wendehorst, geb. Christiane Clara Lass (* 14. November 1968 in München) ist eine deutsche Rechtswissenschaftlerin und Professorin am Institut für Zivilrecht der Universität Wien.

## Leben
Christiane Wendehorst studierte von 1988 bis 1993 Rechtswissenschaften an der Ludwig-Maximilians-Universität München, gefördert durch ein Stipendium der Stiftung Maximilianeum, absolvierte 1993 das erste, 1995 das zweite Staatsexamen und promovierte ebendort 1995 mit der Arbeit „Der Flüchtling im deutschen Internationalen Privatrecht.“ Von 1993 bis 1998 war sie wissenschaftliche Mitarbeiterin am Institut für Internationales Recht –Rechtsvergleichung der Ludwig-Maximilians-Universität München. 1997 bis 1998 absolvierte sie einen Master of Laws an der University of Cambridge und habilitierte sich 1998 mit der Habilitationsschrift „Anspruch und Ausgleich“ an der Ludwig-Maximilians-Universität München.
Anschließend war sie 1998/99 Universitätsprofessorin an der Universität Greifswald und von 1999 bis 2008 Universitätsprofessorin für Bürgerliches Recht, Medizinrecht, Internationales Privatrecht und Rechtsvergleichung an der Juristischen Fakultät der Georg-August-Universität Göttingen. 2008 folgte sie einem Ruf an die Universität Wien und hat an dieser seither einen Lehrstuhl am Institut für Zivilrecht inne. Neben ihrer Tätigkeit als Universitätsprofessorin übt Christiane Wendehorst zahlreiche Funktionen aus, u. a. als Scientific Director des European Law Institutes, Vorsitzende des Akademierats der Österreichischen Akademie der Wissenschaften sowie als Mitglied der Academia Europaea (2016), der International Academy of Comparative Law, der Bioethikkommission beim Bundeskanzleramt und des American Law Institutes. Darüber hinaus war sie bis September 2021 Präsidentin des European Law Institute und bis 2019 Co-Sprecherin der Datenethikkommission.
Neben dem Medizinrechtler Karl Stöger und den beiden Medizinern Eva Schernhammer und Herwig Kollaritsch ist Wendehorst Mitglied der Expertenkommission zur Evaluierung der Impfpflicht.
Am 22. April 2022 wurde sie von den Akademiemitgliedern zur Präsidentin der philosophisch-historischen Klasse der Österreichischen Akademie der Wissenschaften unter Präsident Heinz Faßmann ab Juli 2022 gewählt.
Christiane Wendehorst ist mit Stephan Wendehorst verheiratet, hat vier Kinder und lebt in Wien.

## Forschungsschwerpunkte
Christiane Wendehorsts Forschungsschwerpunkte liegen im klassischen Zivilrecht und im europäischen Privatrecht, in denen sie zahlreiche Publikationen verfasst und Vorträge gehalten hat. Derzeit arbeitet sie vor allem zu den rechtlichen Herausforderungen der Digitalisierung und ist als Expertin zu Themen rund um digitale Inhalte, Internet der Dinge, künstliche Intelligenz und Datenwirtschaft u. a. für die Europäische Kommission, das Europäische Parlament, die deutsche Bundesregierung, das ELI und das ALI tätig gewesen. Zu ihren aktuellen Forschungsprojekten zählen die „ELI-ALI Principles for a Data Economy“ und „Empowering European Families“.